# Algarve Cup 2014
Navigation
Édition précédente Édition suivante
L'Algarve Cup 2014 est la vingt-et-unième édition de l'Algarve Cup, compétition internationale de football féminin qui se déroule chaque année dans la ville d'Algarve, au Portugal. Le tournoi a lieu du 5 mars au 12 mars 2014.

## Format
Les douze équipes invitées sont divisées en 3 groupes.
Les groupes A et B sont composées des meilleurs sélections. Ainsi les premières de ces deux groupes accèdent directement à la finale alors que les seconds se disputent la troisième place de la compétition et les cinquième des groupes A et B, la cinquième place.
Les équipes du groupe C jouent pour les places 7 à 12, le premier de ce groupe affrontent alors le quatrième du groupe A ou B pour la septième place et le second du groupe C disputent la neuvième place du tournoi au dernier du groupe A ou B. 

## Équipes
| - Allemagne - Chine - Islande - Norvège | - Danemark - États-Unis - Japon - Suède | - Autriche - Corée du Nord - Portugal - Russie |

### Arbitres
Ci-dessous, la liste des 13 arbitres retenues.
| - Teodora Albon - Melissa Borjas - Sheena Dickson - Cristina Dorcioman - Stéphanie Frappart - Rita Gani - Riem Hussein | - Yeimy Martinèz - Efthalia Mitsi - Olga Miranda - Therese Neguel - Casey Reibelt - Wang Jia |

## Groupes

### Groupe A
| Équipes   | Pts | J | G | N | P | Bp | Bc | Diff |
| --------- | --- | - | - | - | - | -- | -- | ---- |
| Allemagne | 9   | 3 | 3 | 0 | 0 | 9  | 1  | +8   |
| Islande   | 6   | 3 | 2 | 0 | 1 | 3  | 6  | -3   |
| Chine     | 3   | 3 | 1 | 0 | 2 | 1  | 2  | -1   |
| Norvège   | 0   | 3 | 0 | 0 | 3 | 2  | 6  | -4   |

     Équipe qualifiée ou victorieuse; Pts = points; J = joués; G = gagnés; N = nuls; P = perdus;

Bp = buts pour; Bc = buts contre; Diff = différence de buts
| Date         | Lieu                       | Équipe 1  | Résultat | Équipe 2  |
| ------------ | -------------------------- | --------- | -------- | --------- |
| 5 mars 2014  | Vila Real de Santo António | Norvège   | 0 – 1    | Chine     |
| 5 mars 2014  | Albufeira                  | Allemagne | 5 – 0    | Islande   |
| 7 mars 2014  | Lagos                      | Norvège   | 1 – 2    | Islande   |
| 7 mars 2014  | Albufeira                  | Allemagne | 1 – 0    | Chine     |
| 10 mars 2014 | Vila Real de Santo António | Chine     | 0 – 1    | Islande   |
| 10 mars 2014 | Albufeira                  | Norvège   | 1 – 3    | Allemagne |

### Groupe B
| Équipes    | Pts | J | G | N | P | Bp | Bc | Diff |
| ---------- | --- | - | - | - | - | -- | -- | ---- |
| Japon      | 7   | 3 | 2 | 1 | 0 | 4  | 2  | +2   |
| Suède      | 6   | 3 | 2 | 0 | 1 | 4  | 2  | +2   |
| Danemark   | 3   | 3 | 1 | 0 | 2 | 5  | 6  | -1   |
| États-Unis | 1   | 3 | 0 | 1 | 2 | 4  | 7  | -3   |

     Équipe qualifiée ou victorieuse; Pts = points; J = joués; G = gagnés; N = nuls; P = perdus;

Bp = buts pour; Bc = buts contre; Diff = différence de buts
| Date         | Lieu      | Équipe 1   | Résultat | Équipe 2   |
| ------------ | --------- | ---------- | -------- | ---------- |
| 5 mars 2014  | Parchal   | Japon      | 1 – 1    | États-Unis |
| 5 mars 2014  | Albufeira | Suède      | 2 – 0    | Danemark   |
| 7 mars 2014  | Albufeira | Suède      | 1 – 0    | États-Unis |
| 7 mars 2014  | Parchal   | Japon      | 1 – 0    | Danemark   |
| 10 mars 2014 | Faro      | Japon      | 2 – 1    | Suède      |
| 10 mars 2014 | Albufeira | États-Unis | 3 – 5    | Danemark   |

### Groupe C
| Équipes       | Pts | J | G | N | P | Bp | Bc | Diff |
| ------------- | --- | - | - | - | - | -- | -- | ---- |
| Corée du Nord | 9   | 3 | 3 | 0 | 0 | 6  | 1  | +5   |
| Russie        | 3   | 3 | 1 | 0 | 2 | 6  | 6  | 0    |
| Autriche      | 3   | 3 | 1 | 0 | 2 | 5  | 7  | -2   |
| Portugal      | 3   | 3 | 1 | 0 | 2 | 4  | 7  | -3   |

     Équipe qualifiée ou victorieuse; Pts = points; J = joués; G = gagnés; N = nuls; P = perdus;

Bp = buts pour; Bc = buts contre; Diff = différence de buts
| Date         | Lieu                       | Équipe 1 | Résultat | Équipe 2      |
| ------------ | -------------------------- | -------- | -------- | ------------- |
| 5 mars 2014  | Lagos                      | Russie   | 1 – 2    | Corée du Nord |
| 5 mars 2014  | Parchal                    | Portugal | 3 – 2    | Autriche      |
| 7 mars 2014  | Parchal                    | Portugal | 1 – 3    | Russie        |
| 7 mars 2014  | Lagos                      | Autriche | 0 – 2    | Corée du Nord |
| 10 mars 2014 | Faro                       | Portugal | 0 – 2    | Corée du Nord |
| 10 mars 2014 | Vila Real de Santo António | Autriche | 3 – 2    | Russie        |

## Matchs de classement

### Onzième place
| 12 mars 2014 | Autriche                   | 2 – 1   | Portugal  | Estádio Algarve, Faro |                      |
| 12:00        | Prohaska 2e · Zadrazil 27e | (2 – 0) | Silva 72e | Arbitrage : Wang Jia  | Arbitrage : Wang Jia |

### Neuvième place
| 12 mars 2014 | Russie       | 1 – 0   | Norvège | Stadium Bela Vista, Parchal |                       |
| 15:30        | Sochneva 88e | (0 – 0) |         | Arbitrage : Rita Gani       | Arbitrage : Rita Gani |

### Septième place
| 12 mars 2014 | Corée du Nord | 0 – 3   | États-Unis                     | Stadium Bela Vista, Parchal                      |                                                  |
| 12:00        |               | (0 – 1) | Wambach 11e 58e · O'Reilly 88e | Spectateurs : 250 Arbitrage : Stéphanie Frappart | Spectateurs : 250 Arbitrage : Stéphanie Frappart |

### Cinquième place
| 12 mars 2014 | Chine             | 1 – 1   | Danemark               | Municipal Stadium, Albufeira |                            |
| 12:00        | Yang Li 7e        | (1 – 0) | Troelsgaard 87e (pen.) | Arbitrage : Sheena Dickson   | Arbitrage : Sheena Dickson |
| 12:00        | Tirs au but 5 – 4 |         |                        | Arbitrage : Sheena Dickson   | Arbitrage : Sheena Dickson |

### Troisième place
| 12 mars 2014 | Islande                 | 2 – 1   | Suède         | Estádio Municipal, Lagos  |                           |
| 12:00        | Þorsteinsdóttir 27e 31e | (2 – 0) | Göransson 89e | Arbitrage : Casey Reibelt | Arbitrage : Casey Reibelt |

### Finale
| 12 mars 2014 | Allemagne                              | 3 – 0   | Japon | Estádio Algarve, Faro                        |                                              |
| 15:10        | Keßler 46e · Mittag 50e · Marozsán 61e | (1 – 0) |       | Spectateurs : 600 Arbitrage : Efthalia Mitsi | Spectateurs : 600 Arbitrage : Efthalia Mitsi |

## Buteuses
4 buts
- Dzsenifer Marozsán

3 buts
- Anja Mittag
- Harpa Þorsteinsdóttir
- Jelena Morosowa

2 buts
| - Nadine Prohaska - Nina Burger - Sarah Zadrazil - Yang Li | - Ho Un-byo - Ra Un-sim - Abby Wambach - Sydney Leroux | - Aya Miyama - Lene Mykjåland - Claudia Neto - Jéssica Silva - Jekaterina Pantjukina |

1 but
| - Alexandra Popp - Célia Šašić - Lena Goeßling - Nadine Keßler - Simone Laudehr - Viktoria Schnaderbeck - Jong Yu-ri - Kim Un-ju - Johanna Rasmussen | - Karoline Smidt Nielsen - Katrine Veje - Nadia Nadim - Sanne Troelsgaard - Simone Boye Sørensen - Christen Press - Heather O'Reilly - Megan Rapinoe - Mist Edvardsdóttir | - Mana Iwabuchi - Yūki Ōgimi - Carolina Mendes - Jekaterina Pantjukina - Nelli Korowkina - Antonia Göransson - Charlotte Rohlin - Kosovare Asllani - Lotta Schelin - Linda Sembrant |